# Maison rurale à Ljuba
La maison rurale à Ljuba (en serbe cyrillique : Сеоска кућа у Љуби ; en serbe latin : Seoska kuća u Ljubi) se trouve à Ljuba, dans la province de Voïvodine et dans la municipalité de Šid, en Serbie. Elle est inscrite sur la liste des monuments culturels de grande importance de la République de Serbie (identifiant no SK 1354).

## Présentation

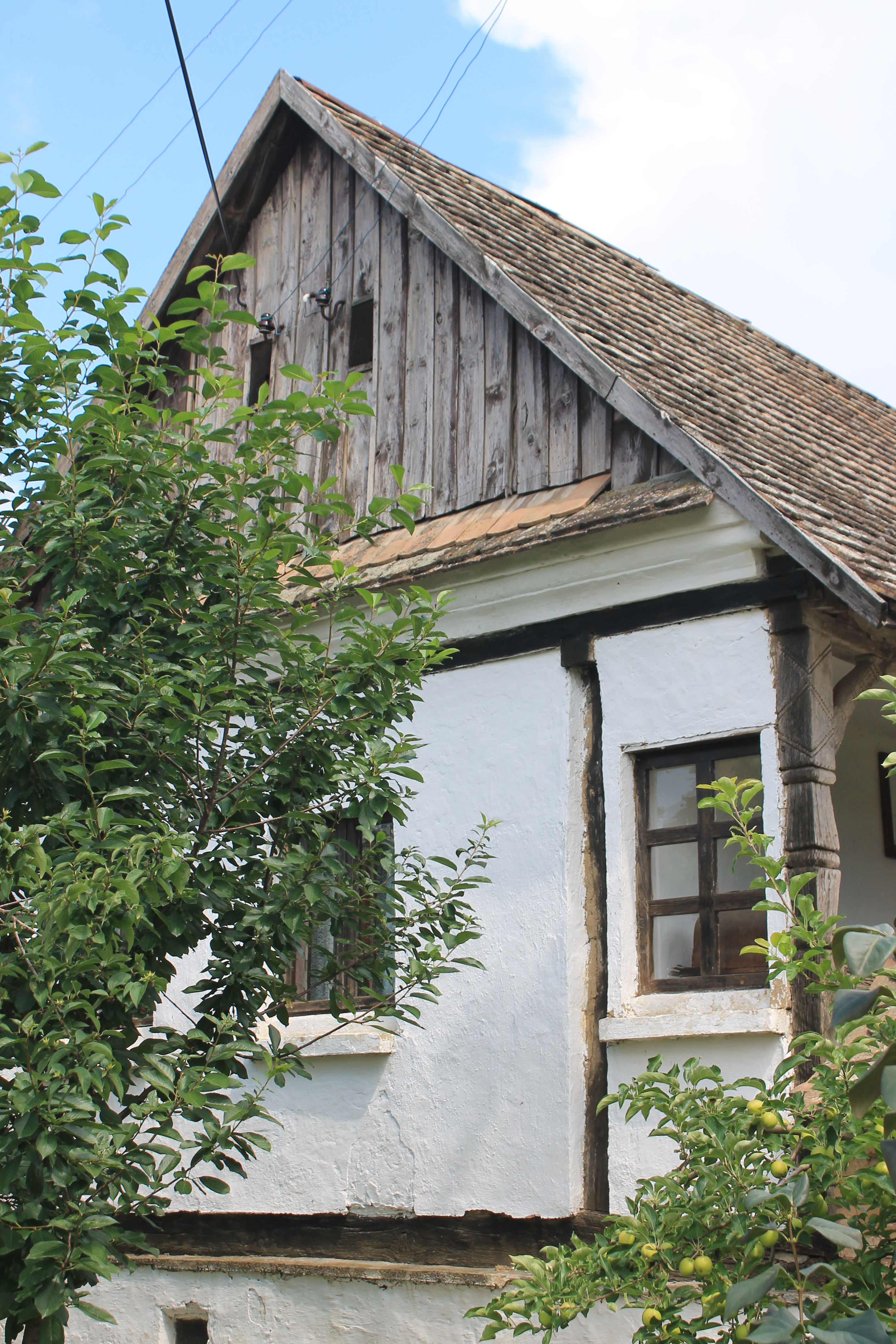
Autre vue de la maison.

La maison, constituée de quatre parties, est caractéristique des maisons de la région de la Fruška gora. La date exacte de la construction n'est pas connue mais l'édifice apparaît sur plan cadastral datant de 1864.
La maison a été édifiée sur un soubassement en maçonnerie et possède des murs en pisé. À l'origine, le toit était constitué de chaume mais ce chaume a plus tard été remplacé par des tuiles. Du côté de la cour se trouve un porche-galerie soutenu par neuf piliers, qui permet également d'accéder au sous-sol. La disposition des pièces est traditionnelle : du côté de la rue se trouvent une salle à manger et une cuisine et, à l'arrière, se trouvent une autre pièce et un local pour le rangement.
À l'origine, la maison était dotée d'une riche décoration florale ; les piliers en bois du porche sont encore richement ornés.

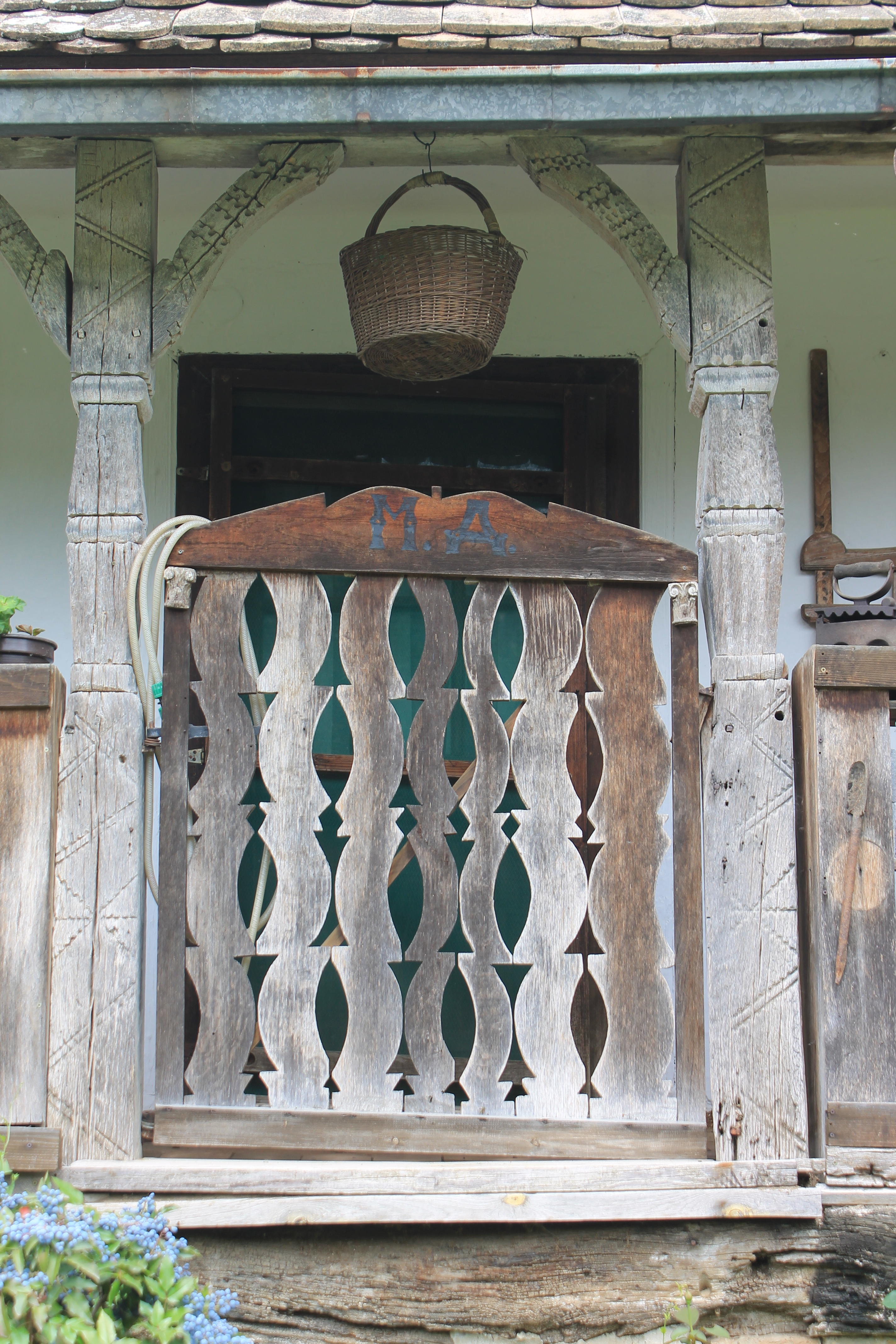
Détail de la façade principale.